# 十五级镇
十五级镇，是中华人民共和国河北省沧州市献县下辖的一个镇，原名十五级乡，2022年1月1日撤乡设镇。

## 行政区划
十五级镇下辖以下地区：
张大马村、孙大马村、边马村、北后庄村、十五级村、大董庄村、小董庄村、北韩庄村、北刘庄村、八章村、东付庄村、西韦庄村、尹店一村、尹店二村、尹店三村、小营村、东韦庄村、东杨庄村和西杨庄村。